# Cydonie Mothersill
Cydonie Mothersill (19. ožujka 1978.) je atletičarka s Kajmanskih otoka. Sudjeluje u utrkama na 200 m. Najveći dosadašnji uspjeh joj je osvajanje srebrne medalje na Panameričkim igrama 2003. godine.

## Najbolja ostvarenja
- 2005. - Svjetsko atletsko prvenstvo - 8. mjesto
- 2003. - Panameričke igre - srebrno odličje
- 2003. - Svjetsko dvoransko prvenstvo - 5. mjesto
- 2002. - Igre Commonwealtha - 5. mjesto
- 2001. - Svjetsko atletsko prvenstvo - 4. mjesto